# فلبوتومی
فلبوتومی (انگلیسی: Phlebotomy) 
یا فصد خون، در لغت به معنای خون‌گیری و در کار به معنی وارد شدن یک سوزن یا کانال به ورید و خارج کردن خون از آن است. به شخصی که این کار را انجام می‌دهد فلبوتومیست (Phlebotomist) یا خون گیر گفته می‌شود. وظیفهٔ این شخص تهیهٔ نمونهٔ خونی ست که قرار است آزمایش روی آن انجام شود.